# Karel Natek
Karel Natek, slovenski geograf, geomorfolog, pedagog, * 2. november 1952, Pondor, Celje.

## Življenje in delo
Natek je maturiral na gimnaziji v Celju leta 1971 in nato do leta 1978 na Filozofski fakulteti v Ljubljani doštudiral zgodovino in geografijo (diplomsko delo: Geomorfološka karta Posavskega hribovja in nekaterih sosednjih območij). Po diplomi se je najprej zaposlil na Zavodu za varstvo naravne in kulturne dediščine, nato je delal kot raziskovalec na Geografskem inštitutu Antona Melika ZRC SAZU (od 1979 do 1994). Hkrati s tem je na Filozofski fakulteti zaključil podiplomski študij z magisterijem (Metoda izdelave in uporabnost splošne geomorfološke karte, 1982) in doktoratom (1994) iz geomorfologije (Geomorfološka karta 1 : 100 000 list Celje in analiza reliefa sekcije) leta 1993 ter opravil šestmesečno specializacijo na Geografskem inštitutu v Tsukubi na Japonskem (1988).
Od leta 1999 je bil kot visokošolski učitelj zaposlen na Filozofski fakulteti, kjer je predaval predmete Fizična geografija 1, Geomorfologija, Geografija naravnih nesreč, Aplikativna fizična geografija in Teorija prostora, na Oddelku za krajinsko arhitekturo Biotehniške fakultete pa še predmet Fizična geografija.
Bil je mentor ali somentor pri doktorskih in magistrskih delih ter mentor ali somentor pri diplomskih delih različnih stopenj. Za svoje pedagoško delo je bil leta 2020 tudi nagrajen.
Njegovo glavno področje raziskovalnega dela je bila fizična geografija, predvsem geomorfologija ter naravne nesreče (poplave, suše, neurja, zemeljski plazovi), s poudarkom na  njihovi širši vlogi v pokrajini ter vpliv na človeka. Poleg tega se je ukvarjal s pisanjem temeljnih strokovnih geografskih del: 
- je soavtor treh obsežnejših geografskih monografij
  - Slovenija : geografska, zgodovinska, pravna, politična, ekonomska in kulturna podoba Slovenije : priročnik o značilnostih in delovanju države (Mladinska knjiga, 1998 ISBN 86-11-15348-0. [COBISS.SI-ID 71395840])
  - Države sveta (1998 in ponatisi 1991, 1993, 1999, 2000, 2006, Mladinska knjiga 2006, ISBN 86-11-17130-6)
  - Geografski vidiki poplav v Sloveniji, 2008, ZRC SAZU, Geografski inštitut Antona Melika, ISBN 978-961-254-091-3
  - Portrait of Regions, volume 9 Slovenia[1]
  - Svet v presežnikih (2022)[2]
- sodeloval je pri izdaji več atlasov: The Times Atlas sveta, Atlas sveta 2000, Atlas Slovenije za osnovne in srednje šole
- sodeloval je pri pripravi leksikonov kot sta Veliki splošni leksikon DZS, Slovenski veliki leksikon Založbe Mladinska knjiga ter
- napisal vrsto znanstvenih in strokovnih člankov.[3]

Od leta 2006 je član uredniškega odbora National Geographic Slovenija.
Je član stanovskega združenja, Ljubljanskega geografskega društva, ki mu je med letoma 1986 in 1990 tudi predsedoval.
Karel Natek je bil med pobudniki za ustanovitev Geomorfološkega društva, ki je uradno zaživelo decembra 1998, bil je njegov ustanovni član in prvi predsednik.
Nekaj let je bil tudi mentor in predavatelj geografije na [[Univerza za tretje življenjsko obdobje|Univerze za tretje življenjsko obdobje] v Ljubljani, kjer je navduševal množico slušateljev.
Danes je kot izredni profesor zaposlen na Oddelku za geografijo ljubljanske Filozofske fakultete. Poleg tega se ukvarja s preučevanjem geomorfoloških vprašanj in naravnih nesreč ter pisanjem strokovne literature.

## Priznanja
Zaradi dela na stanovskem področju je bil nagrajen s:
- Pohvalo Zveze geografskih društev Slovenije (1984),
- Bronasto plaketo Zveze geografskih društev Slovenije (1997) ter
- Srebrno plaketo Zveze geografov Slovenije (2009).